# Walter Winans
Walter Winans (* 5. April 1852 in Sankt Petersburg; † 12. August 1920 in Barking, Greater London) war ein amerikanischer Sportschütze, Pferdezüchter, Bildhauer und Autor. Er gewann im Schießen eine Goldmedaille bei den Olympischen Sommerspielen 1908 und eine Silbermedaille bei den Olympischen Sommerspielen 1912, bei denen er darüber hinaus in den Kunstwettbewerben den ersten Platz in der Bildhauerei belegte. Damit ist er neben dem Ungarn Alfréd Hajós, der 1896 im Schwimmen zweifacher Olympiasieger wurde und 28 Jahre später eine Silbermedaille im Bereich der Architektur erhielt, der einzige Olympiateilnehmer, der sowohl in einer sportlichen als auch in einer künstlerischen Disziplin olympische Medaillen errang.

## Leben
Walter Winans, der väterlicherseits von niederländischen und mütterlicherseits von französischen Vorfahren abstammte, wurde 1852 im russischen Sankt Petersburg geboren, weil sein Vater William L. Winans dort am Bau der Bahnverbindung nach Moskau beteiligt war. Er lebte bis zu seinem 18. Lebensjahr in Sankt Petersburg, wo er auch seine Schulbildung erhielt, und zog dann mit seinen Eltern nach England. Obwohl er bis an sein Lebensende in Europa ansässig war und erst zehn Jahre vor seinem Tod beim Besuch einer Pferdeausstellung 1910 in New York für wenige Tage erstmals amerikanischen Boden betrat, behielt er zeit seines Lebens die amerikanische Staatsbürgerschaft.
Da er aufgrund der Tätigkeit seines Vaters finanziell unabhängig war und kein Interesse an eigenen geschäftlichen Aktivitäten zeigte, konnte er sich seinen sportlichen und künstlerischen Neigungen widmen. Er gewann zwölf Mal in Folge die englischen Meisterschaften im Revolverschießen und war darüber hinaus auch in der Pferdezucht und im Trabrennsport erfolgreich. In dem zwischen 1868 und 1914 erschienenen englischen Wochenmagazin Vanity Fair, das in den meisten Ausgaben eine ganzseitige lithografische Karikatur eines zeitgenössischen Prominenten enthielt, erschienen 1893 („The Record Revolver Shot“) und 1909 („Tracks and Triggers“) zwei Darstellungen seiner Person. Bei den Olympischen Sommerspielen 1908 in London errang er eine Goldmedaille im Schießen in der Disziplin „Laufender Hirsch Doppelschuss“. Vier Jahre später bei den Spielen in Stockholm belegte er mit dem amerikanischen Team den zweiten Platz im Mannschaftswettbewerb „Laufender Hirsch 100m Einzelschuss“. Darüber hinaus gewann er bei den Kunstwettbewerben während der Spiele von 1912 eine Goldmedaille im Bereich der Bildhauerei für seine aus Bronze gefertigte Skulptur „Amerikanischer Traber“ (An American Trotter), die er nach den Spielen dem Nationalen Olympischen Komitees Schwedens zur Ausstellung im Schwedischen Sportmuseum in Malmö überließ.
Walter Winans veröffentlichte außerdem mehrere Bücher, insbesondere über das Sportschießen. Er starb im August 1920 in London während der Teilnahme an einem Trabrennen, bei dem er kurz vor der Ziellinie einen Herzinfarkt erlitt, die Kontrolle über die Zügel verlor und nach dem Anhalten seines Sulky tot aufgefunden wurde. Die letztendliche Todesursache war wahrscheinlich ein Genickbruch oder eine Kopfverletzung infolge des Sturzes aus seinem Wagen. Kurz vor seinem Tod hatte er große Teile seines Vermögens, das im Wesentlichen aus russischen Wertpapieren bestand, aufgrund der politischen und wirtschaftlichen Folgen der russischen Oktoberrevolution verloren. Sein zuvor verfasstes Testament deutete jedoch darauf hin, dass ihm dies wahrscheinlich noch nicht bewusst war. Die Tatsache, dass er sich gegenüber den britischen Steuerbehörden stets als Amerikaner bezeichnet hatte, der nur vorübergehend in England lebe, gab außerdem nach seinem Tod Anlass zu einer gerichtlichen Untersuchung der Frage seines rechtmäßigen Wohnsitzes.

## Veröffentlichungen (Auswahl)
- The Art of Revolver Shooting. New York und London 1901
- Practical Rifle Shooting. New York und London 1906
- The Sporting Rifle. The Shooting of Big and Little Game, Together With a Description of the Principal Classes of Sporting Weapons. New York und London 1908
- Deer Breeding for Fine Heads with Descriptions of Many Varieties and Cross-Breeds. London 1913
- Animal Sculpture, Suggestions for Greater Realism in Modelling and in Pose. New York und London 1914
- Automatic Pistol Shooting, Together With Information on Handling the Duelling Pistol and Revolver. New York und London 1918